# Соколова, Наталья Викторовна
Наталья Викторовна Соколова (урождённая Гинзбург; 1916—2002) — русский публицист и очеркист, прозаик, писатель-фантаст.

## Биография
Родилась в Одессе, в семье Виктора Яковлевича Гинзбурга (сценический псевдоним Виктор Типот), брата прозаика Лидии Яковлевны Гинзбург. Мать — актриса и театральный художник, переводчик Надежда Германовна Блюменфельд (29 ноября 1890, Одесса — 1970, Москва), автор воспоминаний о М. Цветаевой и Л. И. Каннегисере. Внучка правоведа Г. Ф. Блюменфельда.
Жила в Москве. Окончила Литературный институт им. А. М. Горького (1938). Член СП СССР (1958).
Первая жена (без регистрации брака, до 1938 года) писателя Константина Симонова, посвятившего ей поэму «Пять страниц» (1938).
Выступала с рецензиями и критическими статьями с 1936 года. Была постоянным автором журнала «Вопросы литературы». В 1958 году принята в члены Союза писателей. В 1961 году выпустила первую книгу «Нас четверо», в центре которой одноимённая повесть, деликатно и психологически достоверно описывающая взросление двух мальчиков, сыновей погибшего зимой 1941 года под Вязьмой отца - писателя П.И. Соколова. Как отмечала Э. Б. Кузьмина, «в повести, где все посвящено детям, их воспитанию, оно кажется как будто второстепенной темой, совершается как бы незаметно, само собой».
Писала в жанре фантастики. Первая научно-фантастическая публикация — повесть «Захвати с собой улыбку на дорогу» (1964). Жанр этой повести-дебюта трудно определить однозначно: это сочетание современной сказки, политической аллегории и «твёрдой» научной фантастики; её герой — учёный, создатель кибернетического устройства для движения под землёй, живёт в неназванной европейской стране, обладающей всеми признаками антиутопии. Другие фантастические произведения Соколовой также тяготеют к жанру так называемой «городской сказки».
В последний год жизни работала над большим мемуарно-архивным повествованием о своих современниках и сборником анекдотов из разных эпох.
В 2006 году сын издал книгу её воспоминаний о жизни в Чистополе колонии эвакуированных из Москвы членов семей писателей и некоторых самих писателей. Несколько страниц посвящено Марине Цветаевой, приезжавшей из соседней Елабуги в Чистополь.

### Книги
- Нас четверо. \ Повесть и рассказы. — М., 1961
- Любовь Николая Волкова. Рассказы о наших современниках. — М., 1961
- Тысяча счастливых шагов. \ Фант. повесть, рассказы. — М., 1965
- Читая книги улиц. — М., 1965
- Стратегия любви. — М., 1966
- Курьерский, тринадцать ноль три. — М., 1968
- Шины шуршат по асфальту. \ Повести и рассказы. — М., 1970
- Осторожно, волшебное! Сказка большого города. \ Роман. — М., 1981
- Два года в Чистополе 1941—1943. Литературные воспоминания / редактор и составитель П. П. Соколов. — М.: Критерион, 2006. — 228 с. — ISBN 5-90133729-25-5.

### Отдельные произведения
- Дезидерата: Странное происшествие в семи визитах // Фантастика 73-74. — М.: МГ, 1975. С. 103—134.
- Захвати с собой улыбку на дорогу // Фантастика, 1965. В. 3. — М.: МГ, 1965. С. 7-90.
- Летящие сквозь мгновенье: НФ повесть-буриме (Глава 5) // [zhurnalko.net/=nauka-i-tehnika/tehnika-molodezhi/1967-01—num34 Техника-молодёжи, 1967. № 1. С. 30-32].
- Пришедший оттуда: Немного фантастики и много реальности: Ф. повесть // Соколова Н. Тысяча счастливых шагов. — М.: СП, 1965. С. 5-76.